# Sufyān ibn ʿUyayna
Sufyān ibn ʿUyayna b. Abī ʿImrān Maymūn al-Hilālī al-Kūfī al-Makkī arabisch سفيان بن عيينة بن أبي عمران ميمون الهلالي الكوفي; (geb. 725; gest. 811 in Mekka) war ein wichtiger und einflussreicher kufischer Mudschtahid, Hadith-, Koranexegese- und Rechtsgelehrter.

## Leben
Sufyāns Vater ʿUyayna war ein reicher Mitarbeiter des irakischen Gouverneurs Ḫālid b. ʿAbdillāh al-Qaṣrī. Als Yūsuf b. ʿUmar b. Muḥammad aṯ-Ṯaqafī an die Macht kam, ließ er seine Mitarbeiter verfolgen, weswegen ʿUyayna nach Mekka floh, zusammen mit dem dreizehnjährigen Sufyān und seinen neun Geschwistern, von denen vier auch später Traditionare wurden. Der Vater Sufyāns, der sich wegen ihrer finanziellen Lage bis zum Tod mit Handel beschäftigte, war derjenige, der seinen Kindern ein islamisches Studium anriet. Einige Forscher sind der Meinung, er habe geheiratet. Sufyān wurde gefragt, was sein Beruf sei, worauf er antwortete, er strebe nach Hadith. Er meinte, dass finanzielle Nöte das Schicksal der Gelehrten im Allgemeinen seien. Nach dem Tod seines Vaters führte er ein asketisches Leben ohne ein Amt auszuüben und ernährte sich vom Gerstenbrot alleine. Staatsführer, welche gute Beziehungen mit ihm pflegten und welche Sufyān auch privat ermahnte, beglichen seinen Mietunterhalt. Er starb, nachdem er mit seinem Neffen Ḥasan ibn ʿImrān zum siebzigsten Mal die Haddsch verrichtet hatte und erlebte so auch nicht mehr die Mihna. Er pflegte es nicht niederzuschreiben, bis er es auswendig gelernt hatte.

## Studium
Für seine Studien reiste er über 45 Jahre hin und zurück zwischen der Levante und dem Hedschas, und er reiste auch nach Basra, Kufa und Jemen. Mit vier Jahren lernte er den Koran auswendig, und mit sieben Jahren fing er an, Hadithe niederzuschreiben. Mit fünfzehn Jahren lernte er von ʿAbdulkarīm Abū Umayya al-Ǧazarī in Mekka, welchen er seinen ersten Lehrer nannte. Ibn Abī Naǧīḥ war auch sein enger Lehrer während der Pubertät. Mit sechzehn Jahren fing er an, die Lehrkreise seiner wichtigsten Lehrer zu besuchen, mit billigem Scheibzeug, Ibn Schihāb az-Zuhrī, der größte Gelehrte Medinas, und ʿAmr b. Dīnār, die zu der Zeit größten Gelehrten des Hedschas, wobei er den letzteren höher stellte. Der Erste, der Sufyān zum Tradieren vor sich setzte, war Abū Hanīfa. Der Lehrkreis von al-Aʿmasch, von denen auch Wakīʿ b. Ǧarrāḥ war, wandte sich zu ʿUyayna nach dessen Ableben. Zu seinen Lehrern gehörten auch ʿAbdullāh b. Dīnār, Dschaʿfar as-Sādiq, Fuḍayl b. ʿIyāḍ, Abu z-Zinād, Zayd b. Aslam, Hišām b. ʿUrwa b. az-Zubayr, Ibn ʿAǧlān, Ayyūb as-Sakhtiyānī, Ibn Abī Laylā, Manṣūr b. al-Muʿtamir und al-Auzāʿī. Seine Schüler, die am meisten von ihm tradierten, sind Asch-Schāfiʿī, Al-Humaidī, Ar-Ramādī, ʿAlī b. al-Madīnī und Ahmad ibn Hanbal. Zu ihnen gehören auch ʿAbdallāh ibn al-Mubārak, Saʿīd b. Manṣūr, Yaḥyā b. Maʿīn al-Baġdādī, Isḥāq ibn Rāhūyah, Ibn Abī Šayba, Yaḥyā b. Saʿīd al-Qaṭṭān und ʿAbdurraḥmān b. Mahdī.

## Werke
- al-Ǧāmiʿ fi l-Ḥadīṯ / Die Sammlung der Hadithe ist überliefert von Maʿmar b. Rāšid und nicht mehr im Original zu finden, jedoch haben asch-Schāfiʿī und die Imame der Kutub-al-Sittah Bücher von diesem Buch entnommen.[7]

- Ǧuzʾu Sufyān b. ʿUyayna. Dieses Werk ist bis in die Gegenwart gelangt und überliefert von Abū Yaḥyā Zakariyyā b. Yaḥyā b. Asad al-Marwazī und Ibn Ḥaǧar al-ʿAskalānī. Ein Manuskript befindet sich in Dāru l-Kutubi l-Qawmiyya und in der Ẓāhiriyya-Bibliothek.[8]

- Kitābu at-Tafsīr Wurde benutzt von Ibn Ḥaǧar al-ʿAskalānī in Isāba und At-Tha'lābī in al-Kaschf wa-al-Bayān. Das Original ist verschollen, so hat Aḥmad Ṣāliḥ al-Muḥāyirī es rekonstruiert für den Druck.[9]

- al-Musnad Sufyān b. ʿUyayna, welches in Wahrheit Musnad al-Ḥumaydī ist, wird so genannt, da 1240 der 1309 Hadithe Sufyān als letzten gemeinsamen Überlieferer besitzen.[10]

## Rezeption
Hārūn ar-Raschīd beschwörte Sufyān b. ʿUyayna, um ihn zu unterrichten, woraufhin Sufyān ihn tradierte. So lobte er ihn vor Mālik ibn Anas. Einer der Ersten, der ihn als Autorität in Hadith sah, war Abū Hanīfa, sowie auch seine Schüler Abū Yūsuf und Ḥasan b. Ziyād al-Luʾluʾī. Adh-Dhahabī zählt in zur dritten Klasse der Hadithkritiker, welche sich nur über manche Überlieferer äußerten. Er pflegte eine Freundschaft mit Sufyān ath-Thaurī und hatte wie er eine eigene Rechtsschule besessen. Beide hielten auch dieselbe Meinung, dass der Īmān Aussagen und Taten seien, sich vermehren und verringern. Maʿmar ibn Rāschid sagte zu ʿAbdurrazzāq al-Sanʿānī dass Ibn ʿUyayna vertrauenswürdig sei. Der zu seiner Zeit berühmte basrische Hadithkritiker Šuʿba äußerte von sich, dass Ibn ʿUyayna der Erbe ʿAmr b. Dīnārs sei. ʿAbdurraḥmān b. Mahdī und Yaḥyā b. Saʿīd al-Qaṭṭān, welche zu dem engsten Schülerkreis von Sufyān at-Thawrī angehörten, stellten ihn über at-Thawrī in den Hadithwissenschaften. Asch-Schāfiʿī, welcher auf den Rat seines ersten Lehrers Muslim b. Ḫālid az-Zanǧī hin bei Ibn ʿUyayna studierte, sagte  über ihn:

„Falls es Mālik und Ibn ʿUyayna nicht gäbe, ginge das Wissen der Ḥiǧāz-Region zunichte“

ʿAlī b. al-Madīnī, einer der fünf Schüler Ibn ʿUyaynas, die am meisten von ihm tradierten, sagte, dass es keinen zuverlässigeren vom Schülerkreis Zuhrīs gäbe als ihn. Sieben Monate vor seinem Tod fing Ibn ʿUyayna an Tadlīs, das Weglassen von Überlieferern im Isnād, zu begehen, wegen seinem schwachen Gedächtnis. Hāfiz Ibn ʿAbd al-Barr führte an, dass die Imame sein Tadlīs als zuverlässig ansahen, wie das von Ibn Ǧurayǧ und Maʿmar b. Rāšid. Ibn Ḥibbān führt an, er sei die einzige Person auf der ganzen Welt, dessen Tadlīs zuverlässig sei.